# Albert Fert
Albert Fert (n. 7 martie 1938, Carcassonne, Languedoc-Roussillon, Franța) este un fizician francez, profesor la Universitatea Paris-Sud, laureat al Premiului Nobel pentru fizică pe anul 2007, împreună cu Peter Grünberg, pentru descoperirea simultană în 1988 a efectului mecanic de magnetorezistență gigantică (GMR), care „a revoluționat tehnicile ce permit citirea informației stocate pe un hard disk”.
Cercetările lor au făcut posibilă trecerea miniaturizării din stadiul de cercetare de laborator la tehnologie aplicabilă pe scară largă în producțiile comerciale din întreaga lume. Miniaturizarea hard-disk-urilor a fost posibilă, Fert și Grünberg fiind părinții direcți ai laptopului sau ai unor generații întregi de gadgeturi.

## Motivația Juriului Nobel
" pentru descoperirea magnetorezistenței gigantice"

## Date biografice
Albert Fert a fost elev la École normale supérieure între anii 1957 și 1962.În 1970 își susține teza de doctorat în fizică la Universitatea Paris-Sud. El a condus un grup de cercetători in Laboratorul de fizică. Împreună cu echipa sa descoperă în 1988 efectul GMR. 
Performanțele GMR? 

"Un hard-disk de calculator care folosește un senzor GMR este echivalentul unui avion cu reacție care zboară la viteza de 30.000 de km/h, la o altitudine de doar un metru, și este totuși capabil să vadă și să catalogheze fiecare fir de iarbă peste care trece", a comentat principiile magnetorezistenței gigantice fizicianul Ben Murdin pentru Scientific American.